# Drogosławiec
Drogosławiec – osada w Polsce, w województwie wielkopolskim, w powiecie poznańskim, w gminie Stęszew.
Do 2023 miejscowość była częścią wsi Dębienko.
W latach 1975–1998 miejscowość należała administracyjnie do województwa poznańskiego.
W 2000 roku Drogosławiec liczył 3 mieszkańców